# Октябрьское (Порецкий район)
Октя́брьское (чув. Октябрьски) — село Порецкого района Чувашской Республики. Является административным центром Октябрьского сельского поселения.  

## Физико-географическая характеристика
Расстояние до Чебоксар 171 км, до райцентра 11 км, до ж.-д. станции 56 км. Расположено на левобережье реки Меня, у республиканской автодороги 97К-001 Чебоксары — Сурское. Через село проходит районная автодорога ТД-13-04 «Бахмутово—Мишуково»—Октябрьское. 

## История
Село образовано слиянием села Дурасовка и деревни Степановка, утверждено 2 февраля 1965 года.

#### Дурасовка
Название — антропоним: дано по фамилии прежнего землевладельца:37.
В 1805 году от своего отца, генерал-фельдмаршала Ивана Петровича Салтыкова, Порецкое имение унаследовала Прасковья Ивановна Мятлева. Примерно в это время она присоединила к своему имению сёла Дурасовка, Выползово, Кочетовка, Красное и Болтинки Курмышского уезда.
Жители Дурасовки — до 1861 года помещичьи крестьяне князей Мустафиных.

#### Степановка
Название деревни — антропоним: деревня названа по имени прежнего землевладельца:89.
Жители Степановки до 1863 года — удельные крестьяне. В 1931 образован колхоз «Правда».

## Население
| 2010 | 2012 |
| ---- | ---- |
| 298  | →298 |

## Уроженцы
- Безруков, Николай Григорьевич — советский офицер, командир 1-го танкового батальона 150-й танковой бригады 60-й армии Центрального фронта; Герой Советского Союза (1943).